# Lotário de França
Lotário (941 – 2 de março de 986) foi o Rei da Francia Ocidental de 954 até sua morte. Era filho de Luís IV e Gerberga da Saxônia.

## Biografia

### Acesso ao trono
Filho de Luís IV d'Além-mar e de Gerberga da Saxónia, sucede a seu pai e é sagrado a 12 de Novembro de 954 na Abadia Saint-Remi de Reims, pelo arcebispo Artaud. Segundo a vontade de seu pai, que o tinha associado ao trono em 952, Lotário descarta da sucessão o irmão mais novo Carlos, nascido durante o verão de 953. Em 954, à morte do rei Luís IV, pela primeira vez a tradição de partilha dos reinos francos entres seus filhos não se prevê. É uma novidade na sucessão real desde a fundação do reino dos Francos na época merovíngia.
O enfraquecimento do princípio hereditário em favor do benefício electivo consagrou o princípio unitário, a escolha repetida de reis fora da dinastia carolíngia, excluindo necessariamente essa prática de compartilhar, nascida apenas da hereditariedade.

### Degradação das relações com o império
Lotário reina sob a tutela de Hugo, o Grande duque dos Francos mas também sob a de seu tio Bruno de Colónia. Bruno de Colónia e os próximos de Lotário orientam a politica real em entendimento com o reino da Frância Oriental. Apesar da sua juventude, Lotárioquer reinar sozinho e assegurar a sua autoridade so os vassalos. Esta vontade e as circunstâncias vão conduzir a uma degradação  das relações e depois a disputa com o reino da Frância Oriental.
Em 976, o imperador Otão II, havia excluído  da sua herança paterna os condes Rainério IV de Mons e Lamberto I de Lovaina, o irmão de Lotário, Carlos junta-se com um exército que Hugo Capeto e Otão de Vermendois tinham feito marchar em socorro dos condes. Uma batalha, indecisa, ocorre em frente a Mons. Lotário encoraja esta operação mas não intervém diretamente para ajudar o seu irmão.
Carlos conta aproveitar a operação para estabelecer a sua situação na Lotaríngia. O seu interesse é então que se rompa o bom entendimento entre Lotário e a casa das Ardenas, muito poderosa na Lotaríngia à qual pertencem Adalberão de Reims e seu homónimo Adalberão. A casa das Ardenas é devolvida ao imperador e rei da Frância Oriental Otão II.
Em 977, Carlos acusa a esposa de Lotário, a rainha Ema de Itália, de infidelidade com o bispo de Laon Adalberão. O concílio de Sainte-Macre reunido em Fismes absolve os acusados, por falta de provas, mas Carlos, que mantinha os rumores, é perseguido por seu irmão. A família das Ardenas e a parte lotaríngia favorável ao entendimento com Otão II juntam todos os poderosos na corte do rei Lotário.
Otão II comete então uma maldade ao restituir o condado de Hainaut aos filhos de Rainério III e nomeia Carlos duque  da Baixa-Lotaríngia, região correspondente à metade norte da Lotaríngia, distinta da Alta-Lotaríngia desde o fim dos anos de 950.

### Guerra com o Império

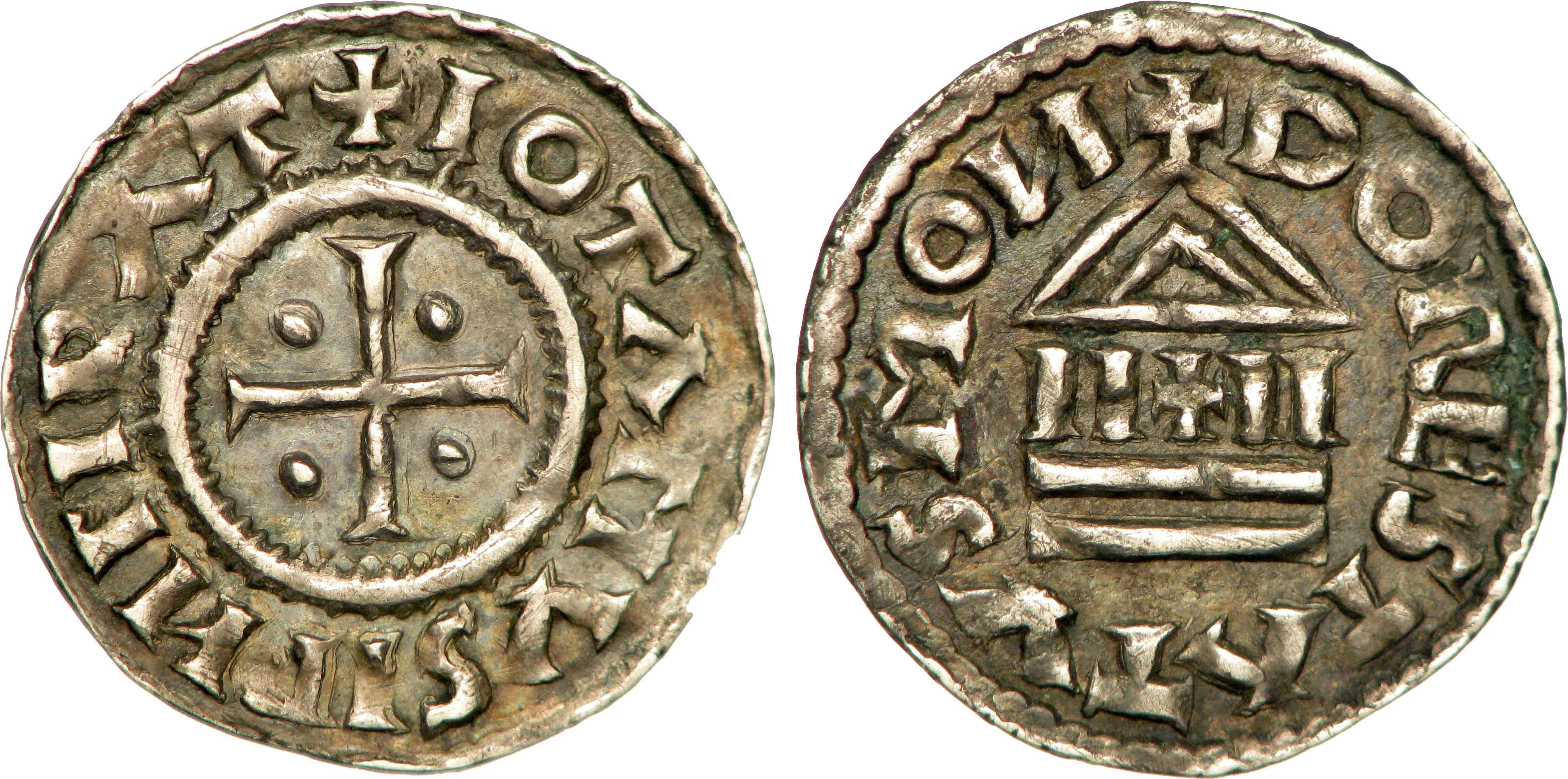
Moeda de Lotário

Em agosto de 978, Lotário, assistido por Hugo Capeto e seu irmão Henrique da Borgonha, dirige uma expedição contra Otão II. Toma Aix-la-Chapelle, mas não Otão nem Carlos. Após deixar os seus guerreiros pilhar o palácio durante três dias, Lotário bate em retirada com o seu exército, não sem antes recolocar a águia de bronze que decorava a cúpula do palácio na direção original, face para este, contra o país saxónico, já que Otão I, o próprio de origem saxónica tinha-a voltado para oeste, para o reino da Frância Ocidental.
Em represália, Otão II, acompanhado de Carlos,envia a França em outubro de 978, vingança às regiões de Reims, Soissons e Laon. Lotário teve de fugir, e Carlos é proclamado rei dos Francos em Laon pelo bispo Teodorico I, primo do imperador Otão I. Otão persegue Lotário até Paris, onde se encontra frente a frente  com o exército de Hugo Capeto. A 30 de novembro de 978, Otão e Carlos, incapazes de manter Paris, levantam o cerco da cidade e dão meia volta. A hoste real persegue-os, recupera Laon, e obriga Otão II a fugir e a refugiar-se em Aix-la-Chapelle com Carlos, o rei que quis impor no Oeste.

### Reaproximação com o império
A união dos Francos contra o imperador saxónico por consequência remete para primeiro plano a família dos Robertianos na pessoa de Hugo Capeto, cujos contemporâneos constatam que serviu o rei Lotário com fidelidade. A luta com o rei da Frância Oriental permite o reforço do poder de Hugo Capeto; durante este período, apodera-se em 980 de Montreuil em detrimento de Arnulfo II da Flandres.
Lotário, que quer impedir as ambições de seu irmão Carlos, procura transmitir o poder a seu filho. Em 979, Lotário associa ao poder e faz sagrar seu filho Luís, prática nova no reino dos Francos do Oeste e que seria mantida pelos Capetos.
Mais tarde, tenta reaproximar-se do rei da Frância Oriental. Os bispos de Reims e Laon da casa das Ardenas apoiam esta reaproximação. Lotário reencontra Otão II em julho de 980 em Margut-sur-chiers, na fronteira dos dois reinos. Lotário renuncia à Lotaríngia, o que permite a Otão II voltar-se para a Itália que ele quer conquistar. Este acordo é muito mal recebido pelos Robertinos, mantidos à parte da negociação.O tratado de Margut volta a colocar a realeza franca na órbita otoniana, e tendo em vista as consequências a enfraquecer a influência robertina no seio do governo real em prol da comitiva lotaríngia. Com receio de ser encurralado entre dois reis carolíngio e otoniano, Hugo Capeto rende-se em Roma em 981 para ter contacto com o imperador e fazer com ele a sua própria aliança. O rei Lotário dá instruções para que se prenda o Robertino no seu retorno.

### Casamento do herdeiro
Para contraria o duque dos Francos, o rei dos Francos, sob conselho de sua esposa, Ema, e do conde de Anjou Godofredo Manto-cinzento, decide em 982 casar o seu herdeiro com Adelaide, irmã de Godofredo e de Guy, bispo de Puy, e viúva de dois poderosos senhores do sul do reino, Estevão de Gévaudan e de Raimundo de Toulouse. O projecto de Lotário era ambicioso: visava o restabelecimento da presença real no sul do reino franco. 
Mas rapidamente se manifestam as discórdias entre Luís e sua esposa que tinha idade para ser sua mãe. Com o falhanço do casamento, Lotário vem buscar  seu filho e Adelaide encontra refúgio na casa do conde Guilherme de Arles. A casa de Anjou tendo falhado ao sair da órbita robertiana e volta, agora a condusir o apoio  Hugo Capeto contra Carlos da Baixa-Lorena em 987.
Ao sair da crise Aquitaniana, Lotário dispunha da fidelidade de uma boa dezena de bispos do norte do reino de suas milícias vassálicas e da aliança da poderosa cada de Vermendois na pessoa de Herberto III. Mas Herberto de idade e os bispos, que tinham bem servido seu pai Luís IV encontram-se em desvantagem contra as suas tarefas espirituais que versam a defesa incondicional dos interesses do reino. Lotário não tem a oportunidade de implementar um grande projeto de conquista de acordo com a tradição franca e de se mobilizar em torno da aristocracia do rei.

### Tentativa de reconquista da Lotaríngia
Em 983, Otão II morreu deixando o trono da Frância Oriental e do Império a seu filho Otão III. Apresenta-se como tutor deste último, o duque da Baviera Henrique, o Briguento, que procura impor o seu poder. Adalberão de Reims, apoiante de Otão III e de sua mãe a imperatriz Teofânia Esclerina, procura convencer Lotário a submeter-se. Dá a entender que Lotário poderia reconquistar a Lotaríngia. O rei dos Francos reivindica a tutela de seu sobrinho e a guarda da Lotaríngia. Graças a Adalberão de Reims, Lotário obtém a homenagem de vários senhores da Lotaríngia entre eles Godofredo de Verdun da casa das Ardenas. Nesta ocasião, ele reconcilia-se com seu irmão Carlos que espera obter igualmente a Alta-Lotaríngia, governada por uma regente, Beatriz, esposa do defunto duque Ferry da Alta-Lotaríngia e irmã de Hugo Capeto. Lotário espera passar da guarda da Lotaríngia à soberania desta terra. Contudo, o rápido fracasso de Henrique, o Briguento faz fracassar o projeto. A paz concluída em Worms em 984 consagra o afastamento do carolíngio da Lotaríngia e o triunfo da casa das Ardenas que reforçava o seu controlo.
Lotário, não renuncia a tomar a terra com a qual partilha o nome, decide vingar-se e alia-se a Henrique, o Briguento. Este concorda com uma conjugação de forças para o primeiro de fevereiro de 985 nas margens do rio Reno em Brissach. Isto inquieta Adalberão de Reims que entra em contacto com Hugo Capeto. Henrique, o Briguento não mantém o compromisso e Lotário decide apropriar-se por seus próprios meios da Lotaríngia. Lotário não pode incluir no seu projeto Hugo Capeto, que não deseja se opor a sua irmã e a seu sobrinho, mas não toma nenhum dos lados contra o seu senhor em beneficio dos otonianos. Por vingança, Lotário obtém ajuda de dois dos mais poderosos condes do reino, Eudo I de Blois e Chartres e Herberto, o Jovem, conde de Troyes e de Meaux.
Por volta de 985, invadem o ducado, cercam Verdun e aproveitam o mês de março fazendo vários prisioneiros: o conde Godofredo I (irmão de Adalberão de Reims), Frederico (filho de Godofredo I), Siegfried de Luxemburgo (tio de Godofredo) e Teodorico, duque da Alta-Lotaríngia (sobrinho de Hugo Capeto).
Retornando a Laon, ele forçou o arcebispo de Reims a manter uma guarnição em Verdun para impedir que a cidade fosse tomada pelos Otonianos. Ele também o obriga a escrever aos arcebispos de Trier, Mainz e Colónia que ele é o fiel do rei carolíngio.

### Conflito aberto com a casa das Ardenas
Lotário acaba por suspeitar que o arcebispo de Reims, favorável aos Otonianos e a Hugo Capeto, joga um jogo duplo. Quando lhe pede para destruir as fortificações que cercam o mosteiro de Saint-Paul de Verdun. Adalberão recusa-se a pretexto de que os seus soldados, famintos, não conseguem mais manter a cidade. Furioso, Lotário quer levá-lo à justiça para condená-lo. Ele convoca uma assembleia para Compiegne a 11 de maio de 985, sob o pretexto de que o clérigo colocou seu sobrinho Adalberão no cerco de Verdun sem o seu consentimento. 
Lotário não pode permitir uma guerra aberta com Hugo Capeto, porque ele se encontraria entre duas frentes. Portanto, libertou os Lorenos que ele mantinha prisioneiros, mas Godefredo prefere ficar na prisão em vez de entregar Mons, Hainaut, e obrigar seu filho a renunciar a todas as reivindicações do condado e do bispado de Verdun. Por outro lado, após uma reunião entre o rei e o duque dos francos, Teodorico I, sobrinho de Hugo Capeto, é libertado.

### Novos projetos e morte súbita
No início de 986, Lotário planeia atacar Cambrai, cidade do império, mas dependente do arcebispado de Reims, assim como Liège.
Ele acha que o bispo Rothard poderia entregar a cidade, em troca da sua nomeação como arcebispo de Reims e Liege, cujo arcebispo Notger finalmente reúne os Otonianos, mas ele morreu repentinamente em Laon a 2 de março de 986. Ele tem direito a grandiosos funerais e foi enterrado à esquerda de Luís IV, seu pai no coro de Saint-Remi de Reims.
Num ano da mudança da dinastia, a realeza do Lotário parecia indestrutível, porque se a Lotaringia ainda não estiva submissa, a inércia da corte da Frância Oriental poderia permitir-lhe prever novas conquistas. 

## Casamento e descendência
Desposa Ema de Itália (nascida em 948 - morta por volta de 1006), filha de Lotário de Arles. Deste casamento nasceram:
- Luís V, rei dos Francos (967-987);
- Eudo, cânone em Reims (970-985).

De uma amante suposta irmã do conde Roberto, prefeito do palácio de seu irmão Carlos de Lorena, Lotário é pai de dois filhos ilegítimos:
- Arnolfo (antes 967 - 1021), arcebispo de Reims;
- Ricardo (? - 991).